# Benzaldehid
Benzaldehid je organsko jedinjenje koje se sastoji od benzenskog prstena sa formil supstituentom. On je najjednostavniji aromatični aldehid i jedan od najkorisnijih u pogledu industrijske primene. Ova bezbojna tečnost ima karakterističan prijatan bademu sličan miris. Benzaldehid je primarna komponenta gorkog bademovog ulja i može se ekstrahovati iz brojnih drugih prirodnih izvora.

## Proizvodnja
Benzaldehid se moše dobiti na više načina. Procenjuje se da je tokom 1980-thi 18 miliona kilograma proizvedeno godišnje u Japanu, Evropi, i Severnoj Americi, i očekuje se da će se taj nivo proizvodenje nastaviti. Trenutno su hlorinacija u tečnoj fazi i oksidacija toluena glavni načini dobijanja. Brojne druge metode su bile razvijene, kao što je parcijalna oksidacija benzil alkohola, alkalna hidroliza benzal hlorida, i karbonilacija benzena.

## Reakcije
Oksidacijom se benzaldehid konvertuje u bezmirisnu benzojevu kiselinu, koja je česta nečistoća u laboratorijskim uzorcima. Benzil alkohol se može formirati iz benzaldehida hidrogenacijom. Reakcija benzaldehida sa bezvodnim natrijum acetatom i acetatnim anhidridom proizvodi cinaminsku kiselinu, dok se alkoholni kalijum cijanid može koristiti za katalizu kondenzacije benzaldehida u benzoin. Benzaldehid podleže disproporcionaciji pri tretmanu sa koncentrovanim alkalijama (Kanizarova reakcija): jedan molekul aldehida se redukuje u korespondirajući alkohol, a drugi molekul se istovremeno oksiduje u natrijum benzoat.

## Upotreba
On se često koristi za davanje bademovog ukusa. Benzaldehid se koristi prvenstveno kao prekurzor za druga organska jedinjenje, od lekova do plastičnih aditiva. Anilinska boja malahitno zeleno se priprema iz benzaldehid i dimetilanilina. On je takođe prekurzor pojedinih akridinskih boja. Putem aldolne kondenzacije, benzaldehid se konvertuje u derivate cinamaldehida i stirena. Sinteza mandelinske kiseline počinje od benzaldehida:
Prvo se doda hidrocijanatna kiselina benzaldehidu, i rezultujući nitril se naknadno hidrolizuje do mandelinske kiseline. Gornja reakcija prikazuje samo jedan od dva formirana enantiomera.

## Spoljašnje veze
- Интернационална карта хемијске безбедности 0102
- Inicijalni izveštaj o proceni  Organizacije za ekonomsku saradnju i razvoj
- Opis benzaldehida na